# The Global Lepidoptera Names Index
The Global Lepidoptera Names Index (LepIndex) es una base de datos con capacidad de búsqueda mantenida por el Departamento de Entomología del Museo de Historia Natural de Londres. Se basa en índices de fichas y revistas escaneadas, catálogos de nomenclatura y el Registro Zoológico. Contiene la mayoría de los nombres de lepidópteros del mundo publicados hasta 1981 y para algunos grupos está actualizado.  A 2023 de May, el sitio dice "Base de datos actualizada por última vez en enero de 2018", por lo que la validez actual de las combinaciones taxonómicas presentadas debe adoptarse con precaución. 
LepIndex permite a cualquier persona acceder gratuitamente a Internet para:
- la autoridad zoológica que nombró una especie de mariposa o polilla
- donde se publicó la descripción original
- estado del nombre (nombre válido o sinónimo)

Es la principal fuente de nombres de lepidópteros en el Sistema Integrado de Información Taxonómica y Catálogo de Vida. 